# پترا تامر
پترا تامر (آلمانی: Petra Thümer؛ زادهٔ ۲۹ ژانویهٔ ۱۹۶۱) شناگر اهل آلمان شرقی است.